# 静岡女子薬学専門学校
| 静岡女子薬学専門学校 | 静岡女子薬学専門学校 |
| -------------------- | -------------------- |
| 瓦場キャンパスの本館 |                      |
| 創立                 | 1945年               |
| 所在地               | 静岡県静岡市瓦場町   |
| 初代校長             | 田口文太             |
| 廃止                 | 1950年               |
| 後身校               | 静岡薬学専門学校     |
| 同窓会               | 静薬学友会           |

静岡女子薬学専門学校（しずおかじょしやくがくせんもんがっこう、英語: Shizuoka Women's College of Pharmacy）は、かつての日本の旧制の私立専門学校である。静岡県静岡市に本部を置いた。略称は静女薬専、女子薬専。

## 概観

### 専門学校全体
静岡女子薬学専門学校は、静岡県に所在していた旧制の私立専門学校である。財団法人静岡女子薬学専門学校により設置・運営された。大日本帝国における女子薬学専門学校は全国でもわずか8校しか存在せず、そのほとんどは東京府など大都市圏に置かれていた。そのため、地方における女子薬学専門学校は貴重な存在であり、静岡県の地域社会の薬学振興にも重要な役割を果たした。

### 教育および研究
静岡県に設置された旧制薬学専門学校として、女子に対して薬学に関する高等教育を教授していた。

## 沿革

### 略歴
岩﨑照吉により、旧制の私立薬学校として1916年（大正5年）4月に静岡女子薬学校が創設された。その後、静岡女子薬学校を旧制薬学専門学校に昇格させようとする機運が高まった。1945年（昭和20年）1月、財団法人静岡女子薬学専門学校の設立総会が開催された。同年3月30日には、専門学校令に基づき私立静岡女子薬学専門学校の設立が認可され、修業年限3年の本科と研究科が設置されることになった。
1945年（昭和20年）7月1日には第1回入学式が挙行され、授業が開始された。校長には田口文太が就いた。田口は、かつて陸軍で薬剤総監を務めており、その最終階級は陸軍薬剤中将であった。また、学校の設置者である財団法人静岡女子薬学専門学校の理事長には山田順策が就いた。なお、母体となった静岡女子薬学校は、まだ在学生がいるためしばらく並行して存続しており、1947年（昭和22年）に廃止された。
1947年（昭和22年）2月、公職追放により田口が校長を退任し、以降は渡辺和兵衛が校長事務取扱を務めた。なお、渡辺は、かつて静岡女子薬学校でも校長が長らく空席の状態であったときに校長事務取扱を務めている。同年6月、川上登喜二が2代目校長に就任した。川上は薬学者であり、長崎医科大学附属薬学専門部で主事などを歴任していた。
1948年（昭和23年）3月には第1回卒業式が挙行された。また、1949年（昭和24年）12月には、静岡市小鹿八段畑にある三菱重工業の工場跡地の払下げを受けた。また、静岡女子薬学専門学校を新制大学に昇格させようとする機運が高まった。1948年（昭和23年）7月には財団法人静岡女子薬学専門学校の理事会において、新制私立薬科大学の設置が決議された。同年8月には新制私立薬科大学の設置を申請したものの、これは認可されなかった。
さらに静岡女子薬学専門学校は、男子にも広く門戸を開くことを決定した。共学化により1950年（昭和25年）4月に静岡薬学専門学校となった。ただし、学校の設置者である財団法人静岡女子薬学専門学校は改称せず、そのままの名称であった。

### 年表
- 1945年 - 静岡女子薬学専門学校設置[7][8]。
- 1947年 - 静岡女子薬学校廃止。
- 1950年 - 静岡薬学専門学校設置[7][8]。

### 歴代校長
| 静岡女子薬学専門学校 校長 | 静岡女子薬学専門学校 校長 | 静岡女子薬学専門学校 校長 | 静岡女子薬学専門学校 校長 | 静岡女子薬学専門学校 校長 | 静岡女子薬学専門学校 校長      | 静岡女子薬学専門学校 校長 |
| 代                        | 氏名                      | 氏名                      | 就任日                    | 退任日                    | 主要な経歴                     | 備考                      |
| ------------------------- | ------------------------- | ------------------------- | ------------------------- | ------------------------- | ------------------------------ | ------------------------- |
| 1                         |                           | 田口文太                  | 1945年3月                 | 1947年2月                 | 陸軍薬剤総監                   |                           |
| ‐                         |                           | 渡辺和兵衛                | 1947年2月                 | 1947年6月                 | 静岡女子薬学校校長事務取扱     | （校長事務取扱）          |
| 2                         |                           | 川上登喜二                | 1947年6月                 | 1948年11月                | 長崎医科大学附属薬学専門部主事 |                           |
| ‐                         |                           | 遠藤勝                    | 1948年11月                | 1950年3月                 |                                | （校長事務取扱）          |

## 専門学校関係者と組織

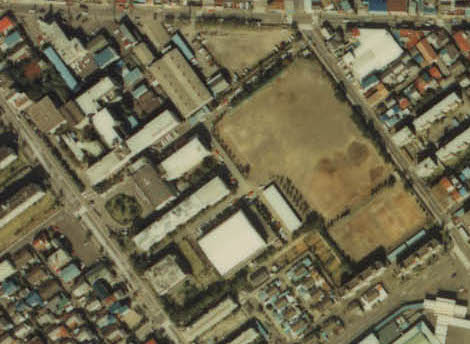
後身である静岡薬科大学の小鹿キャンパスの航空写真（1983年撮影。）

### 専門学校関係者組織
同窓会は「静薬学友会」と称し、旧制の静岡女子薬学校、静岡薬学専門学校、および、新制の静岡薬科大学、静岡県立大学薬学部・大学院薬学研究科・大学院薬食生命科学総合学府薬学専攻・薬科学専攻・薬食生命科学専攻薬学系講座と合同で組織されている。

### 専門学校関係者一覧
専門学校関係者の一覧は、後身である静岡県立大学の一覧と同一のページに掲載している。
- 静岡県立大学の人物一覧